# جيمس س. كيك
جيمس س. كيك (بالإنجليزية: James C. Keck) هو فيزيائي أمريكي، ولد في 11 يونيو 1924، وتوفي في 9 أغسطس 2010.